# 夢はひとつだけ
『夢はひとつだけ』（Simple Dreams）は、リンダ・ロンシュタットが1977年に発表した8枚目のアルバム。アサイラム・レコードからリリースされた。
このアルバムにはローリング・ストーンズの「ダイスをころがせ」（映画『FM』で使われた）やロイ・オービソンの「ブルー・バイユー」のカバーなどのロンシュタットの著名な楽曲が収録されており、グラミー賞の最優秀レコード賞にノミネートされた。アルバムにはバディ・ホリーの「イッツ・ソー・イージー」（トップ5ヒット）、ウォーレン・ジヴォンの「私はついてない」（トップ40ヒット）と「カルメリータ」などのカバーも収録されている。このアルバムはロンシュタットのキャリアにおいて最も多く売れたアルバムであり、その時点で女性アーティストの作品ではキャロル・キングの『つづれおり』に次いで2番目に多く売れたアルバムだった。このアルバムは『悪いあなた』以来長年共演してきたアンドリュー・ゴールドが参加しない初めてのロンシュタットのアルバムだが、ギタリストのダン・ダグモアとワディ・ワクテル、ベーシストのケニー・エドワーズ、プロデューサーでマルチプレイヤーのピーター・アッシャーといった以前も共演したことのあるローレル・キャニオンを中心に活動するセッション・ミュージシャンが参加している。

## 概要
レコーディングは1977年5月23日から7月22日にかけてロサンゼルスのサウンド・ファクトリーで行われた。ジャケットの写真はジム・シア（Jim Shea）が撮影し、デザインはジョン・コッシュ（John Kosh）が手がけた。
アルバムは1977年9月に発売された。1977年12月3日にビルボードのアルバム・チャートで1位に達し、5週連続で1位を記録した。またビルボードのカントリー・アルバム・チャート、カナダのRPMチャートでも1位を記録した。
1978年2月23日に開催された第20回グラミー賞でジョン・コッシュは最優秀アルバム・パッケージ賞を、ピーター・アッシャーは年間プロデューサー賞を受賞した。また、収録曲の「ブルー・バイユー」によりロンシュタットは最優秀女性ポップ・ヴォーカル・パフォーマンス賞にノミネートされた。「ブルー・バイユー」ではドン・ヘンリーがバッキング・ボーカルで参加している。

## リリースとプロモーション
アルバムは1977年9月にアサイラムからLP盤として最初に発売された（カタログ番号 104 ないし 6E-104）。その後、1986年にアサイラムはカセットテープ（TCS-104）とCD（2-104）を発売した。このアルバムは絶版になったことがない。
ロンシュタットのキャリアで最も成功したアルバムの一つである『夢はひとつだけ』は1977年の終わりに、それまでに新記録となる29週間1位を保ったフリートウッド・マック の『噂』を退けてビルボードのアルバムチャートで5週連続で1位となった。このアルバムはまた、エルヴィス・プレスリーが8月に死去してから15週間維持したビルボード誌のカントリー・アルバム・チャートの1位から追い落とした。『夢はひとつだけ』はロンシュタットの5枚目の連続したミリオン・セラーのプラチナ・アルバムであり、合衆国内だけで一年の間に350万枚以上を売り上げ、これは女性アーティストの1位記録である。当時の女性アーティストの間では、一枚のアルバムでこれ以上売れたのはキャロル・キングの『つづれおり』だけである。
このアルバムはロンシュタットを女性アーティストとしては初めての、それ以外も含めてもビートルズについで2組目の同時にトップ5にをランクインさせたアーティストに仕立て上げた。プラチナ認定の「ブルー・バイユー」（ポップ3位、アダルトコンテンポラリー3位、カントリー2位）「イッツ・ソー・イージー」（ポップ5位）の二枚のシングルである。
「イッツ・ソー・イージー」は元々はバディー・ホリーとクリケッツが1958年に録音したが、オリジナルバージョンはチャートインしなかった。
この曲は多年にわたるロンシュタットによるヒットした2曲目のホリーの曲のカバーであり、同じようなアレンジで1976年に「ザットル・ビー・ザ・デイ」を11位のポップ・ヒットにしている。
このアルバムにはローリング・ストーンズの「ダイスをころがせ」と並んで、ウォーレン・ジヴォン、エリック・カズ、J.D.サウザーの曲も収録されている。ロンシュタットはトラディショナル・バラードの「結婚はできない」("I Never Will Marry"）でパートンと共演し、1978年の夏にトップ10カントリー・ヒットとなった。（ロンシュタット、パートンおよびエミルー・ハリスはこの時期に成就しなかった協働プロジェクトに取り組んでいたが、3人による最初のアルバム『トリオ』がリリースされるまでに9年の歳月を要した。）
ロンシュタットは「ブルー・バイユー」のスペイン語バージョン "Lago Azul" を録音したが、1978年にシングルでのみリリースされた（アサイラム E-45464） 。2017年のアルバムの40周年再発版ではこのレコーディングでは採用されなかった4曲のライブ音源が追加されている。
もともと、ジャケットの写真ではロンシュタットがミニスリップを身につけて複数の鏡の前に座っていた。肌の露出に不快感を覚えて、ロンシュタットはローブに着替え、写真は後処理で粒子が粗された。もともとの写真撮影からのレタッチされた写真はロンシュタットの1980年にリリースされたプラチナ・プラス・アルバム『グレイテスト・ヒッツVol.2』のインナー・スリーヴに掲載された。
第20回グラミー賞で、ジョン・コッシュは『夢は一つだけ』で最優秀レコーディング・パッケージ賞を受賞した。

## 批評家の反応
| 専門評論家によるレビュー      | 専門評論家によるレビュー |
| レビュー・スコア              | レビュー・スコア         |
| 出典                          | 評価                     |
| ----------------------------- | ------------------------ |
| オールミュージック            | [ 7 ]                    |
| Christgau's Record Guide      | B+                       |
| ローリング・ストーン          | (average)                |
| The Rolling Stone Album Guide | [ 10 ]                   |
| ヴィレッジ・ヴォイス          | B+                       |

Christgau's Record Guide: Rock Albums of the Seventies (1981) でロバート・クリストガウはこのアルバムを評して：
「アンドリュー・ゴールドが自身のソロ・キャリアを求めて去ったので、ロンシュタットは自分でロックンロール・バンドを雇うことができるようになった。それでも彼女はあまりに予想通りだ−もし彼女が途中で音量を上げるのではなく、最後に高音を一発だけ出したら、どんなに簡潔で雄弁な「ブルー・バイユー」になるか想像してほしいーしかし、彼女は現代におけるポップの折衷主義者でもあり、ミック・ジャガーとドリー・パートンのように親しみやすく、ロイ・オービソンをバディ・ホリーと同じくらい簡単に解釈している。ウォーレン・ジヴォンの「カルメリタ」の救いを求めるジャンキーの描写でさえ、全く馬鹿げたものではない。そして私は認めようー彼女はドジャースのジャケットがよく似合う」
と記している。

## 表彰
「ブルー・バイユー」は1978年初頭にグラミー賞の最優秀レコード賞にノミネートされた。また、ロンシュタット自身もバーブラ・ストライサンド、ドリー・パートン、カーリー・サイモン、デビー・ブーンと並んで最優秀女性ポップ・ヴォーカル・パフォーマンス賞にノミネートされた。

## 収録曲
| #  | タイトル                                                        | 作詞・作曲                       | 時間 |
| -- | --------------------------------------------------------------- | -------------------------------- | ---- |
| 1. | 「イッツ・ソー・イージー It's So Easy」                         | バディ・ホリー、ノーマン・ペティ | 2:27 |
| 2. | 「カルメリータ Carmelita」                                      | ウォーレン・ジヴォン             | 3:07 |
| 3. | 「シンプル・マン、シンプル・ドリーム Simple Man, Simple Dream」 | J.D.サウザー                     | 3:12 |
| 4. | 「悲しみのハート Sorrow Lives Here」                            | エリック・カズ                   | 2:57 |
| 5. | 「花嫁にはなれない I Never Will Marry」                         | トラディショナル                 | 3:12 |

| #         | タイトル                                | 作詞・作曲                           | 時間  |
| --------- | --------------------------------------- | ------------------------------------ | ----- |
| 6.        | 「ブルー・バイユー Blue Bayou」         | ロイ・オービソン、ジョー・メルソン   | 3:57  |
| 7.        | 「私はついてない Poor Poor Pitiful Me」 | ウォーレン・ジヴォン                 | 3:42  |
| 8.        | 「恋はわがまま Maybe I'm Right」        | ワディ・ワクテル                     | 3:05  |
| 9.        | 「ダイスをころがせ Tumbling Dice」      | ミック・ジャガー、キース・リチャーズ | 3:05  |
| 10.       | 「オールド・ペイント Old Paint」        | トラディショナル                     | 3:05  |
| 合計時間: | 合計時間:                               | 合計時間:                            | 31:49 |

## パーソネル
- リンダ・ロンシュタット – リード・ボーカル、バッキング・ボーカル (1, 10)、アコースティック・ギター (5, 10)、編曲 (5, 10)
- ダン・ダグモア – アコースティック・ギター (1, 2)、スティール・ギター (3, 6)、エレクトリック・ギター (9)
- ワディ・ワクテル – エレクトリック・ギター (1, 2, 7, 8, 9)、バッキング・ボーカル (1, 2, 9)、アコースティック・ギター (2, 5, 6, 8)、スライド・ギター (9)
- マイク・オールドリッジ（英語版） – ドブロ (5, 10)
- ドン・グロルニック – クラヴィネット (1, 7)、オルガン (2)、エレクトリック・ピアノ (3, 6)、アコースティック・ピアノ (4, 9)
- ケニー・エドワーズ – ベース (1, 2, 3, 6-9)、バッキング・ボーカル (1, 2, 6, 7, 9, 10)、マンドリン (6)
- リック・マロッタ – ドラムス (1, 2, 3, 6, 7, 9)、シンドラム (2, 6, 7)、シェイカー (3)、カウベル (6)
- スティーヴ・フォアマン – マリンバ (6)
- ピーター・アッシャー – バッキング・ボーカル (1, 8, 10)、タンバリン (7)、マラカス (7)
- デヴィッド・キャベル – 弦楽編曲 (3)、ヴィオラ (3)
- デニス・カーマズィン – チェロ (3)
- チャールズ・ヴィール – ヴァイオリン (3)
- リチャード・フィーヴス – ダブルベース (3)
- ドリー・パートン – ハーモニー・ボーカル (5)
- ドン・ヘンリー – バッキング・ボーカル (6)
- ラリー・ハグラー – バッキング・ボーカル (7)
- J.D.サウザー – バッキング・ボーカル (8)
- ハーブ・ペダーセン – バッキング・ボーカル (10)

### 製作
- プロデューサー：ピーター・アッシャー
- 録音およびミックス：ヴァル・ギャレイ（英語版）
- 録音およびミックス助手：マーク・ハウレット
- マスタリング：ダグ・サックス（英語版）、マスタリング・ラボ（カリフォルニア州ハリウッド）
- 美術監督およびデザイン：ジョン・コッシュ
- 写真撮影 – ジム・シーア

## チャート
| チャート (1977–1978年)                          | 最高位 |
| ----------------------------------------------- | ------ |
| オーストラリア (ケント・ミュージック・レポート) | 1      |
| カナダ・アルバム・チャート                      | 1      |
| オランダ・アルバム・チャート                    | 8      |
| フランスSNEPアルバム・チャート                  | 15     |
| オリコンLPチャート                              | 38     |
| ニュージーランド・アルバム・チャート            | 2      |
| スウェーデン・アルバム・チャート                | 46     |
| 全英アルバムチャート                            | 15     |
| 全米ビルボード・ポップ・アルバム                | 1      |
| 全米ビルボード・カントリー・アルバム            | 1      |

| チャート (1977年)                  | 順位 |
| ---------------------------------- | ---- |
| オーストラリア・アルバム・チャート | 27   |
| カナダ・アルバム・チャート         | 18   |

| チャート (1978年)                  | 順位 |
| ---------------------------------- | ---- |
| オーストラリア・アルバム・チャート | 4    |
| カナダ・アルバム・チャート         | 54   |
| オランダ・アルバム・チャート       | 63   |
| フランス・アルバム・チャート       | 31   |
| 全米ビルボード200                  | 8    |

## 認定
| 国/地域                    | 認定        | 認定/売上数 |
| -------------------------- | ----------- | ----------- |
| Australia                  |             | 50,000      |
| カナダ (Music Canada)      | 2× Platinum | 200,000^    |
| 香港 (IFPI Hong Kong)      | Platinum    | 20,000*     |
| ニュージーランド (RMNZ)    | Platinum    | 15,000^     |
| アメリカ合衆国 (RIAA)      | 3× Platinum | 3,000,000^  |
| ^ 認定のみに基づく出荷枚数 |             |             |